# Vereinigte Kirche Christi in Japan

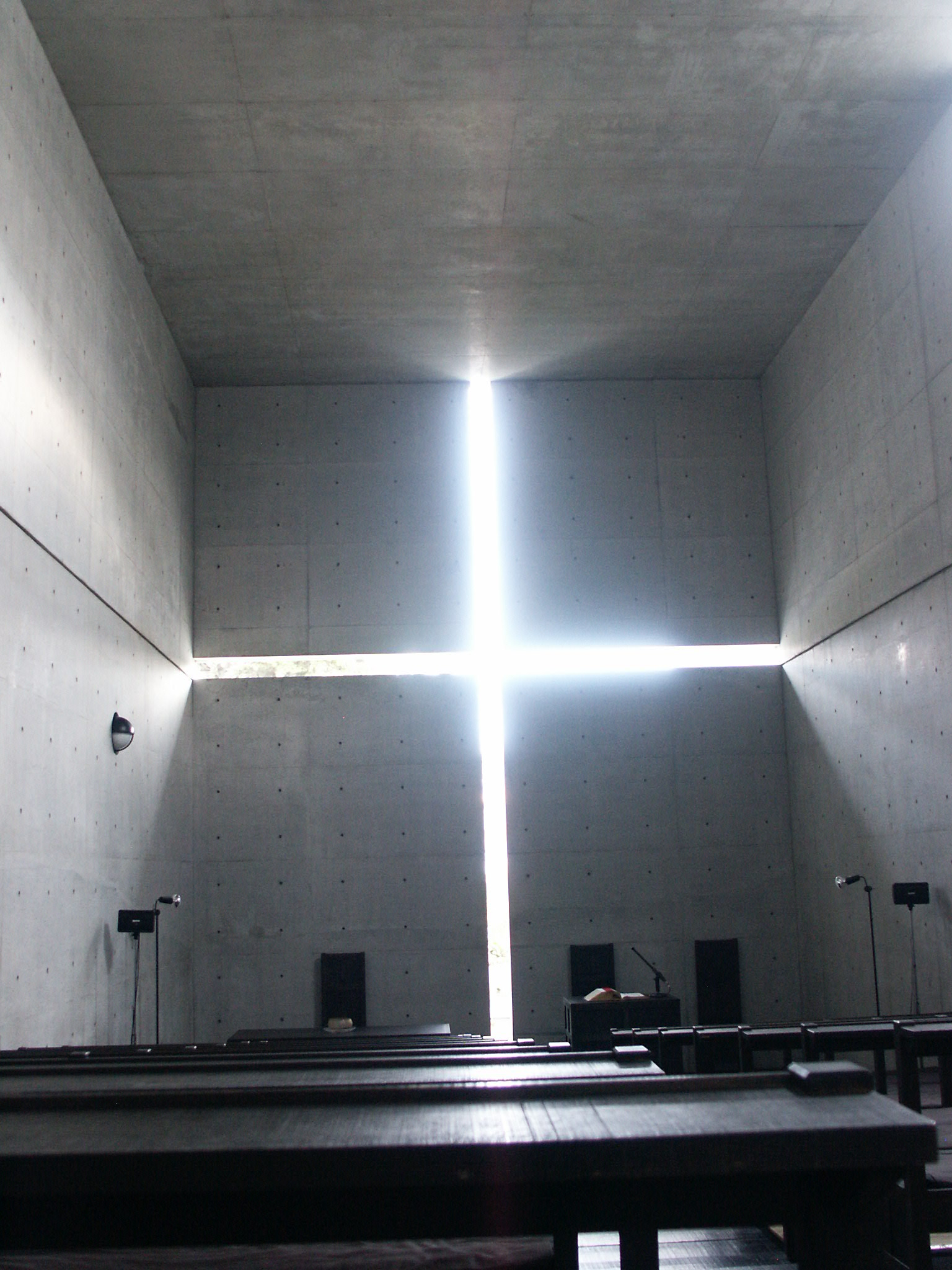
Die Kirche des Lichts des Architekten Tadao Ando, UCCJ-Kirchengebäude in Ibaraki (Präfektur Osaka)

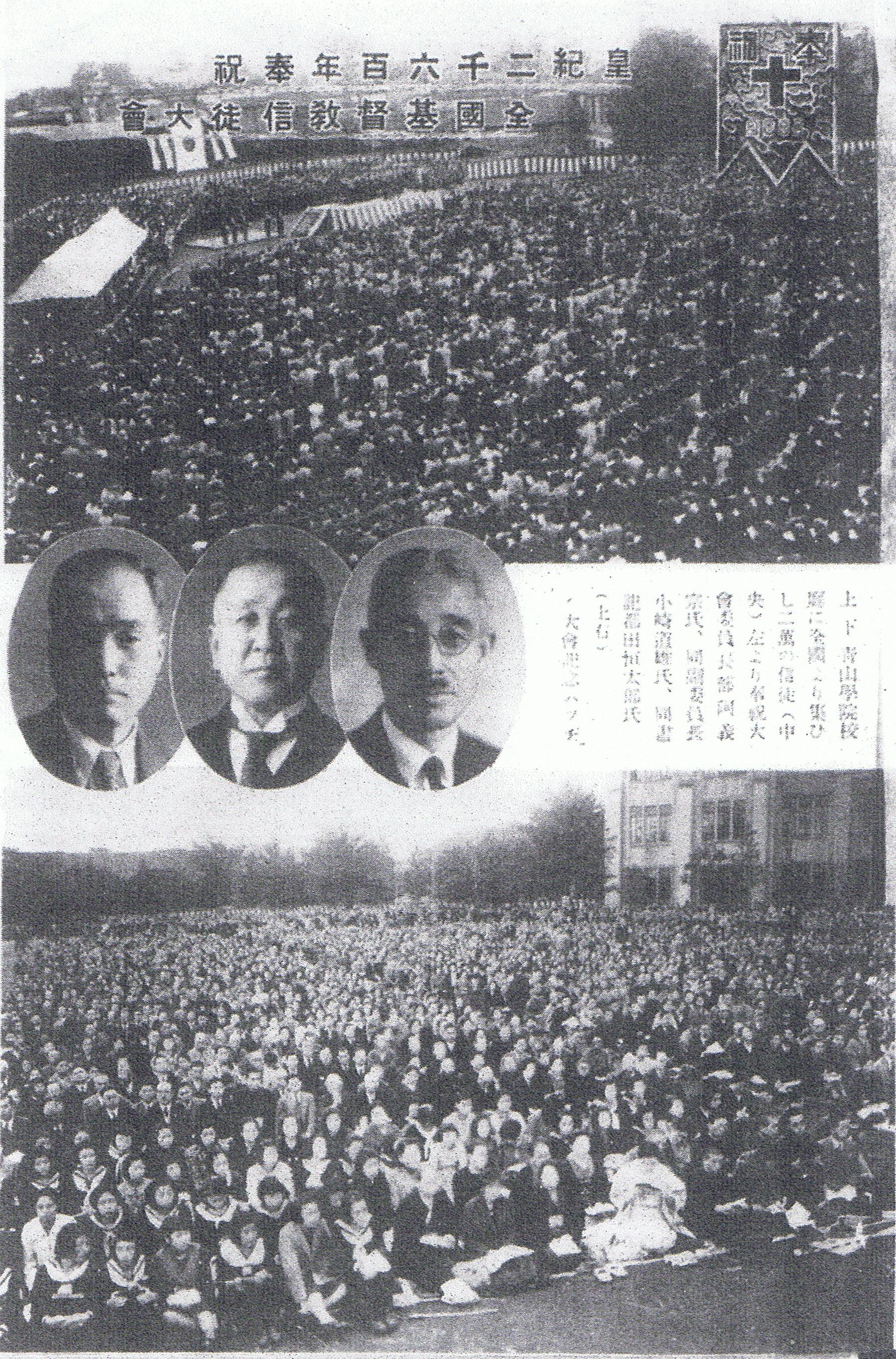
Festversammlung zur 2.600-Jahrfeier Japans, 17. Oktober 1940

Die Vereinigte Kirche Christi in Japan (日本キリスト教団 Nihon Kirisuto Kyōdan, englisch: United Church of Christ in Japan, Abkürzungen: Kyodan, UCCJ) ist die größte protestantische Kirche in Japan. Sie hat annähernd 155.000 Mitglieder in 1.648 Gemeinden.

## Geschichte
Das protestantische Christentum kam ab 1858 durch die Tätigkeit amerikanischer Missionare nach Japan. Diese gehörten Kirchen des presbyterianisch-reformierten Spektrums an. Als Ergebnis der Mission entstand 1872 in Yokohama die erste protestantische Kirche Japans, Nihon Kirisuto Kyokai. Auf ihrer Synode 1890 formulierte diese Kirche ihr eigenes Glaubensbekenntnis. Im Verständnis der heutigen Vereinigten Kirche Christi in Japan war diese Kirchengründung überkonfessionell.
Missionare anderer protestantischer Kirchen kamen etwas später nach Japan, so dass eine Reihe von Konfessionskirchen entstanden. Gleichzeitig suchten die japanischen evangelischen Christen Möglichkeiten der ökumenischen Zusammenarbeit.
Die japanische Regierung regte mit dem Gesetz über die Religionsgemeinschaften die Vereinigung aller Kirchengründungen protestantischen Typs an. Am 17. Oktober 1940 fand eine große Versammlung christlicher Laien aus ganz Japan in Tokio statt, die das 2.600-jährige Bestehen des Japanischen Reiches feierten und dabei den Wunsch nach Kircheneinheit formulierten. Daraufhin kamen am 24. und 25. Juni 1941 Delegierte von über dreißig Kirchen in Fujimichio zur Gründung der Nihon Kirisuto Kyodan zusammen. (Diese Kirchengründung war im Selbstverständnis der Vereinigten Kirche Christi in Japan durch das Wirken des Heiligen Geistes und aufgrund der göttlichen Vorsehung geschehen.) Die Repräsentanten der Kirche begaben sich daraufhin zu den großen Schreinen von Ise, um am Shinto-Hauptheiligtum  Amaterasu (der Sonnengottheit) die Kirchenunion mitzuteilen. Die Repräsentanten der Nihon Kirisuto Kyodan erklärten, dass ihre Mitglieder japanische Staatsbürger seien, dass die Überwindung konfessioneller Grenzen ein Ausdruck ihrer Loyalität zu Japan sei, und dass sie den Kaiser zu unterstützen wünschten.
Nach der Niederlage Japans im Zweiten Weltkrieg wurde das Gesetz über die Religionsgemeinschaften für nichtig erklärt und die Religionsfreiheit wiederhergestellt. Am 16. Oktober 1946 bekräftigte die Nihon Kirisuto Kyodan, dass sie weiterhin als Vereinigungskirche bestehen bleiben wolle.
Da die Vereinigte Kirche Christi in Japan allerdings als staatlich verordnete Unionskirche ins Leben getreten war, zogen sich einige eingegliederte Kirchen daraus zurück: die Anglikaner, die Lutheraner, einige Baptistengemeinden und Gemeinden der Heiligungsbewegung sowie die Heilsarmee. 1951 verlor die Vereinigte Kirche Christi weitere 39 Gemeinden, die an die Tradition der Nihon Kirisuto Kyokai und ihr Glaubensbekenntnis von 1890 anknüpfen wollten.
Die größeren eingegliederten Kirchen, die sich für den Verbleib in der Vereinigten Kirche Christi in Japan entschieden (hauptsächlich Kongregationalisten, Methodisten und Presbyterianisch-Reformierte), hatten dazu unterschiedliche Gründe. Die Kirchenverfassung war zwar presbyterial-synodal, aber die Kirchenleitung hatte wenig Möglichkeiten, auf die Ortskirchen einzuwirken; Kyodan war also de facto eine kongregationalistische Kirche, in der die einzelnen Ortskirchen viel Freiheit hatten, ihr Gemeindeleben zu gestalten. Die Methodisten hatten mit dem Bischofsamt keine guten Erfahrungen gemacht und waren nicht daran interessiert, es wieder einzuführen. In den presbyterianisch-reformierten Gemeinden hatten vor der Kirchenunion von 1941 interne Auseinandersetzungen über Fragen des Glaubens und der Kirchenordnung stattgefunden, an deren Wiederaufleben kein Interesse bestand.
Am 26. Oktober 1954 formulierte Kyodan ein eigenes Glaubensbekenntnis.
1967 bekannte sich das Exekutivkomitee der Vereinigten Kirche Christi in Japan zu einer Mitverantwortung an den japanischen Kriegsverbrechen im Zweiten Weltkrieg. Die japanische Regierung habe in die Organisation von Religionsgemeinschaften aus politischen Gründen eingegriffen, damit diese bei den Kriegsanstrengungen kooperierten. Die Gründung der eigenen Kirche wird in diesen Rahmen eingeordnet.
Die Kirche steht einer Remilitarisierung Japans sowie der Nutzung der Atomkraft kritisch gegenüber.

## Kirchenverfassung
- Die Vereinigte Kirche Christi in Japan bekennt den christlichen Glauben, der gegründet ist in den Schriften des Alten und des Neuen Testaments und übereinstimmt mit den altkirchlichen und den evangelischen Glaubensbekenntnissen (conformed to the Ecumenical Creeds and to the evangelical Confessions of Faith).[6]
- Die Leitung der Kirche geschieht durch die Generalversammlung, die Ausführung der Beschlüsse der Generalversammlung gemäß der Konstitution der Kirche ist Aufgabe des Moderators.[6]
- Eine Ortsgemeinde der Vereinigten Kirche Christi wird geleitet durch die Ortsversammlung (local church congregational meeting), deren Moderator der Pastor der Gemeinde ist. Ortsgemeinden halten Gottesdiensten an den Sonntagen, zu den Zeiten, die sie dafür festlegen, wobei auch die Sakramente gespendet werden. „Ein Gottesdienst besteht aus Liedern, Schriftlesung, Predigt, Gebeten, Kollekte usw.“[6]
- Die Kirche ordiniert Pastoren, nachdem diese eine entsprechende Ausbildung erhalten haben. Außer den ordinierten Pastoren (ministers in full standing) gibt es Prädikanten (licensed preachers), die von der Kirche mit der Wortverkündigung beauftragt worden sind.[6]

## Christliche Lebensführung
Die Kirchenmitglieder gehen folgende Selbstverpflichtung (pledge) ein:
- der Ordnung der Kirche gemäß zu leben, den Sonntagsgottesdienst hoch zu schätzen, am Abendmahl teilzunehmen, das Evangelium weiterzugeben und dafür Zeit, Vermögen und Begabungen einzusetzen;
- täglich in der Bibel zu lesen, im Gebet beständig zu sein und allgemein ein frommes, reines, mäßiges, fleißiges Leben zu führen;
- Gott zu dienen durch Andachten in der Familie und ein harmonisches Familienleben, in dem die Kinder im Glauben aufwachsen;
- danach zu streben, dass Gerechtigkeit und Liebe, wie Jesus Christus sie gelehrt hat, sich auf der ganzen Welt ausbreiten: durch Wertschätzung der Persönlichkeit jedes Mitmenschen, Nächstenliebe und Einsatz für die Wohlfahrt des Gemeinwesens;
- nach Gottes Willen die öffentliche Moral zu heben (to uplift the morality of the taste) und weltweit Gerechtigkeit und Frieden zu erreichen.

## Theologie
Die theologische Ausbildung der angehenden Pastoren erfolgt an einer kircheneigenen Privatuniversität, dem Tokyo Union Theological Seminary (東京神学大学 Tōkyō shingaku daigaku). Einrichtungen für eine Theologenausbildung hatte es schon seit den Anfängen der amerikanischen Mission gegeben. Die Zusammenlegung dieser Seminare entwickelte sich parallel zur Fusionierung der Kirchen, so dass mit der staatlich verordneten Kirchenunion von 1941 auch die gesamte evangelische Theologenausbildung an einem Ort, dem 1943 gegründeten Tokyo Union Theological Seminary, zusammengeführt wurde. Die Unterrichtssprache ist Japanisch.
Kazoh Kitamori (北森 嘉蔵 Kitamori Kazō), Professor für Dogmatik an diesem Seminar von 1949 bis zu seiner Emeritierung 1984, ist mit seinem Hauptwerk „Die Theologie des Schmerzes Gottes“ auch im deutschsprachigen Raum rezipiert worden.
Viele Theologen der Vereinigten Kirche Christi in Japan haben in Deutschland promoviert.

## Mitgliedschaften
Seit 1948 ist die Vereinigte Kirche Christi in Japan Mitglied des Ökumenischen Rats der Kirchen. Sie ist Mitglied des Nationalen Japanischen Christenrats und der Christlichen Konferenz von Asien.